# دمای اتمسفری
دمای اتمسفری یا دمای جوّی (انگلیسی: Atmospheric temperature) به اندازه‌گیری دما در سطوح مختلف اتمسفر زمین گفته می‌شود. فشار اتمسفری تحت تأثیر چندین عامل است، از جمله تابش ورودی خورشیدی، رطوبت و ارتفاع. مخفف MAAT اغلب برای اشاره به میانگین سالانه دمای هوای یک مکان جغرافیایی به‌کار می‌رود.

## دمای هوای نزدیک به سطح
دمای هوای نزدیک به سطح زمین در رصدخانه‌های هواشناسی و ایستگاه‌های هواشناسی اندازه‌گیری می‌شود. این کار معمولاً با استفاده از دماسنج‌هایی انجام می‌شود که در پناهگاهی مانند جعبه اسکرین استیونسون که یک سرپناه ابزار استاندارد، دارای تهویه مناسب و با رنگ سفید است، مستقر شده‌اند. دماسنج‌ها باید ۱٫۲۵ تا ۲ متر بالاتر از سطح زمین قرار گیرند. جزئیات این تنظیمات توسط سازمان جهانی هواشناسی (WMO) تعریف شده است.
میانگین روزانه واقعی دما را می‌توان با استفاده از یکدما-آب‌نگار ضبط‌کننده پیوسته به‌دست‌آورد. معمولاً این پارامتر با میانگین خوانش‌های گسسته (به عنوان مثال خوانش‌های ۲۴ ساعته، چهار خوانش ۶ ساعته و غیره) یا با میانگین حداقل و حداکثر خوانش روزانه به صورت تقریبی اندازه‌گیری می‌شود. هرچند اندازه‌گیری از روی میانگین حداقل و حداکثر خوانش روزانه می‌تواند منجر به دمای متوسط تا ۱ درجه سلسیوس سردتر یا گرم‌تر از میانگین واقعی شود.
میانگین دمای هوای سطحی جهان حدود ۱۴ درجه سلسیوس است.

## تغییرات دما در برابر ارتفاع

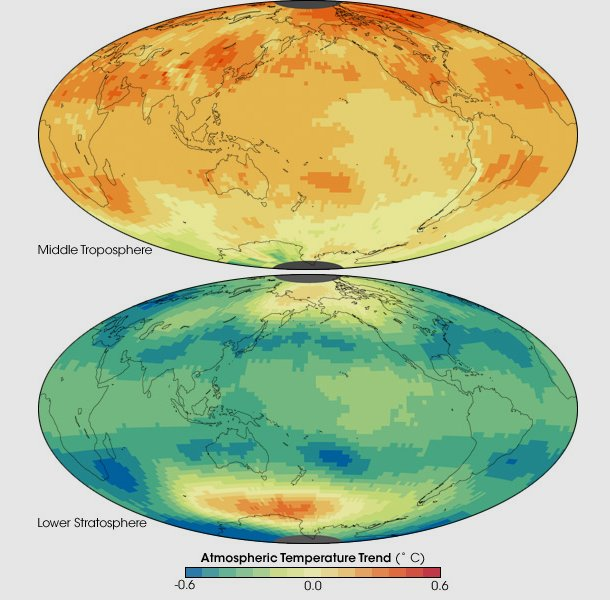
این تصاویر روند دما را در دو لایه ضخیم جوّ نشان می‌دهد که توسط مجموعه ای از ابزارهای ماهواره ای بین ژانویه ۱۹۷۹ و دسامبر ۲۰۰۵ اندازه‌گیری شده است. این اندازه‌گیری‌ها توسط واحدهای گمانه‌زنی ریزموج و واحدهای گمانه‌زنی پیشرفته ریزموج که بر روی یک سری از ماهواره‌های هواشناسی اداره ملی اقیانوسی و جوی ایالات متحده (NOAA) پرواز می‌کنند، انجام شده است. این ابزارها انرژی ریزموج بازتابیده‌شده از مولکول‌های اکسیژن در اتمسفر را ثبت می‌کنند. منبع:

دما در ارتفاعات مختلف نسبت به سطح زمین بسیار متفاوت است. این تفاوت در دما چهار لایه موجود در اتمسفر زمین را مشخص می‌کند که عبارتند از تروپوسفر، استراتوسفر، مزوسفر و ترموسفر.
تروپوسفر پایین‌ترین لایه از این چهار لایه است و از سطح زمین تا حدود ۱۱ کیلومتر (۶٫۸ مایل) در جوّ زمین امتداد دارد، یعنی جایی که تروپوپاز (مرز بین استراتوسفر و تروپوسفر) قرار دارد. عرض تروپوسفر بسته به عرض جغرافیایی می‌تواند متفاوت باشد: به عنوان مثال، تروپوسفر در مناطق مدارگانی ضخیم‌تر و در حدود ۱۶ کیلومتر (۹٫۹ مایل) است، زیرا مناطق مدارگانی معمولاً گرم‌تر هستند. از سوی دیگر عرض تروپوسفر در قطب‌ها نازک‌تر و در حدود ۸ کیلومتر (۵٫۰ مایل) است، زیرا قطب‌ها سردتر هستند. به ازای هر کیلومتر افزایش ارتفاع، دمای هوا به‌طور متوسط ۶٫۵ درجه سلسیوس (۱۱٫۷ درجه فارنهایت) کاهش می‌یابد. از آنجا که تروپوسفر گرم‌ترین دماهای خود را نزدیک به سطح زمین تجربه می‌کند، حجم بالایی از حرکت عمودی گرما و بخار آب در نزدیک سطح وجود دارد که باعث تلاطم‌های جوّی می‌شود. این تلاطم، همراه با وجود بخار آب، دلیلی بر این است که چرا تغییرات وضع هوا در تروپوسفر رخ می‌دهد.
پس از تروپوپاز، لایه استراتوسفر قرار دارد. این لایه از تروپوپاز تا استراتوپاز در ارتفاع حدود ۵۰ کیلومتر (۳۱ مایل)، امتداد دارد. با افزایش ارتفاع از تروپوپاز تا ارتفاع ۲۰ کیلومتر (۱۲ مایل)، دما ثابت می‌ماند، پس از این ارتفاع، با افزایش ارتفاع، دما نیز شروع به افزایش می‌کند. از این به عنوان وارونگی یاد می‌شود و به دلیل این وارونگی است که استراتوسفر دارای تلاطم نیست. استراتوسفر گرمای خود را از خورشید و لایه ازون که جذب‌کننده تابش فرابنفش است، دریافت می‌کند.
لایه بعدی یعنی مزوسفر، از استراتوپاز تا مزوپاز در ارتفاع ۸۵ کیلومتر (۵۳ مایل) امتداد دارد. در مزوسفر دما با افزایش ارتفاع کاهش می‌یابد و سردترین دمای جوّ زمین در این لایه است. این کاهش دما را می‌توان به کاهش تابش‌های دریافتی از خورشید نسبت داد که بیشتر آن قبلاً توسط ترموسفر جذب شده است.
لایه چهارم جوّ زمین به عنوان ترموسفر شناخته می‌شود و از مزوپاز تا «بالای» اتمسفر برخوردی گسترش می‌یابد. به دلیل دریافت پرتوهای یونیزان قوی در سطح کمربند تابشی ون آلن، برخی از گرم‌ترین دماها را می‌توان در اینجا یافت.